# Gerhard Richter – Painting
Gerhard Richter – Painting ist ein Dokumentarfilm der deutschen Filmemacherin Corinna Belz über den deutschen Maler Gerhard Richter. Er lief am 8. September 2011 in den deutschen Kinos an.

## Zusammenfassung
Im Zentrum des Films steht der deutsche Maler, Bildhauer und Fotograf Gerhard Richter, wie er im Frühjahr und Sommer 2009 in seinem Atelier in Köln-Hahnwald eine abstrakte Bilderserie fertigt. In längeren Ausschnitten wird der gesamte Schaffensprozess einiger Bilder von der weißen Leinwand bis zur Ausstellung in der Galerie dargestellt. Neben der Maltechnik steht die künstlerische Urteilskraft im Vordergrund, nach der Richter begonnene, unfertige oder noch nicht freigegebene Werke bearbeitet, vollständig übermalt oder (vorläufig) unverändert bestehen lässt.
Eingeschoben werden Aufnahmen von Alltagsgesprächen, Ausstellungen, Pressekonferenzen, Autofahrten usw. aus dem zeitlichen Umfeld der Werkentstehung, sowie einige Archivaufnahmen des Malers. Die Dokumentation hat keinen Sprecher; Corinna Belz, die nur selten im Bild erscheint, interveniert lediglich durch Fragen vor laufender Kamera.

## Kritiken
„Herausgekommen ist [...] ein erhellendes Dokument, getragen von Neugierde und Entdeckerlust. Dieser Film über den Maler ist ein großes Dokument auch darüber, dass es eben nicht genügt, wie dies leider zu häufig in sogenannten Kulturfilmen der Fall ist, auf der einen Seite den Künstler in eine katechetische Fragerei zu verwickeln, in der Hoffnung, es würden schon ein paar verwertbare Statements dabei abfallen, und im Übrigen aus dem Off die vorgeblich unverzichtbaren 'Infos' einzuspeisen, was nur dazu führt, dass man schließlich weder den Bildern noch den Texten trauen und folgen mag. Diese Fallstricke hat Corinna Belz souverän gemieden.“

„Im Grunde handelt es sich bei Gerhard Richter Painting um ein 97-minütiges Missverständnis: Der Film zelebriert den Künstler als stilles, schabendes Genie, obwohl Richter doch stets bemüht war, alles Geniehafte zu überwinden. [...] Er sucht die Nähe und verliert sich in ihr. Er möchte das große Richter-Geheimnis lüften – und zeigt doch kaum mehr als viele bunte Schlieren.“

„Corinna Belz' sensationeller Kinofilm "Gerhard Richter Painting" zeigt uns den Maler so nah wie nie zuvor. Zweifelnd, schweigend, ratlos und gejagt. [...] Belz erklärt nicht, sie interpretiert nicht. Aber sie zeigt die Personen und Institutionen, die den Künstler mit erfinden und tragen: [...] So gewährt der Film auch Einblicke in die Schaffung und Pflege einer Inszenierung, an der viele mitwirken, Teil einer Industrie, die auf den raren Rohstoff angewiesen ist, den nur einer liefern kann.“

„Die künstlerische Praxis Gerhard Richters wird höchst traditionell als privater, scheinbar rückhaltloser „Schöpfungsakt“ vorgeführt. Das heißt, je mehr man den Malprozess ins Licht der Kamera stellt, umso rätselhafter und unverständlicher bleibt er. Eine intellektuelle Durchdringung des Gezeigten findet schlichtweg nicht statt. Corinna Belz gibt in ihrem Presseheft offen zu, dass sie kein „theoretisches Erkenntnisinteresse“ hat, denn nach ihrer Ansicht können Bücher dies „besser artikulieren“. Dies mag stimmen. Doch muss das gleich bedeuten, dass man dem Betrachter fast nur reine Schauwerte bietet und somit informationstechnisch und geistig unterfordert?“